# 八潮市立潮止小学校
八潮市立潮止小学校（やしおしりつ しおどめしょうがっこう）は、埼玉県八潮市南川崎にある公立小学校。

## 概要
明治6年に開校した川崎小学校を源流とする市内有数の歴史を誇る小学校である。学校周辺には田畑や工場、倉庫が広がっているが、首都圏新都市鉄道つくばエクスプレス開業後は、区画整理も進められている。

## 沿革
- 1873年（明治6年）2月 - 川崎小学校開校
- 1875年（明治8年）7月 - 木曾根学校開校
- 1879年（明治12年）3月 - 大瀬学校開校
- 1886年（明治19年）
  - 4月 - 3校を統合し、川崎学校へ改称
  - 7月 - 小学校令公布により、川崎尋常小学校へ改称
- 1889年（明治22年）4月 - 潮止尋常小学校へ改称
- 1901年（明治34年）10月 - 潮止尋常高等小学校へ改称
- 1941年（昭和16年）4月 - 国民学校令により、潮止国民学校へ改称
- 1947年（昭和22年）4月 - 学制改革により、潮止村立潮止小学校へ改称
- 1956年（昭和31年）9月 - 3村合併により、八潮村立潮止小学校へ改称
- 1962年（昭和37年）9月 - 八潮村立八潮第二小学校に改称
- 1964年（昭和39年）10月 - 町制施行により、八潮町立八潮第二小学校へ改称
- 1972年（昭和47年）1月 - 市制施行により、八潮市立八潮第二小学校へ改称
- 1994年（平成6年）4月 - 八潮市立潮止小学校へ改称

## 主な進学先
八潮市立大原中学校
八潮市立八潮中学校
八潮市立潮止中学校

## 交通アクセス
- 首都圏新都市鉄道つくばエクスプレス 八潮駅下車